# Далматий Родезский
Далматий (Далмаций, Дальма; лат. Dalmatius, фр. Saint Dalmas, Dalmace; 524—580) — святой епископ Родеза. День памяти — 13 ноября.

## Биография
Святой Далматий был епископом Родеза. Считается, что он пострадал от рук Амалариха, который был последователем арианства. В своём послании святой Далматий требовал от Хильдеберта II, чтобы его преемник на епископской кафедре не был бы чужестранцем, или жадным, или женатым, и должен был бы посвящать всё время молитве.